# Ахпатско евангелие
Ахпатското евангелие (на арменски: Հաղպատի Ավետարան) е средновековен арменски ръкопис от 13 век, илюстриран от художника Маркаре, представител на Анийската живописна школа. Евангелието е известно с миниатюрите, които съчетават религиозни и светски елементи. Ръкописът е четвероевангелие, съхранява се в Института за древни ръкописи Матенадаран (№ 6288).

## История
Съгласно записите в колофоните, евангелието е създадено през 1211 г. по поръчка на свещеника Саак от Ани. Съдържанието му е преписано от монаха Акоп в скриптория на манастира Ахпат, подвързването на книгата се извършва в манастира Оромос от книговезеца Абрам, художникът Маркаре илюстрира ръкописа в манастира Бехенц в Ани, след което евангелието отново се връща в Оромос. През 1223 г. евангелието се дарява на епархията на Хачен, по-късно се пренася в Арцах (днешен Карабах) и остава там в продължение на около 8 столетия. През 1920 г. ръкописът се мести в Ечмиадзин. Днес се съхранява в Ереван, в Института Матенадаран.

## Описание
Евангелието е с размер 30х22 cm, съдържа 360 листове пергамент. Текстът е написан с шрифт еркатагир (арменски унциал) в 2 колони. Живописната украса включва 10 хорани с таблиците на Евсевий Кесарийски, титулни листа и портрети на евангелистите в началото на всяко евангелие и многобройни маргиналии. Посланието на Евсевий до Карпиан е вписано в квадрифол, ограден с правоъгълна орнаментирана рамка.
Инициалите, понякога със символа на евангелиста, и няколко букви от първия ред на титулните страници са написани със злато и с мозаично подредени цветове. Портретите на евангелистите са изобразени съгласно иконографската традиция – Матей, Марк и Лука са седнали, Йоан е прав до своя ученик Прохор на фона на храм, чиято архитектура наподобява катедралата Звартноц.
Ахпатското евангелие въвежда нови елементи в илюстрирането, по-късно те стават характерни за анийските ръкописи. Освен човешките образи, взети от ежедневието и включени в хораните, нововъведения са също колофоните, вписани в архитектурните мотиви на хораните, изображението на полумесеца над кръста на едно от маргиналиите. За първи път буквите са във вид на орнаментирана плетеница, с тях е изписан колофонът върху титулния лист на евангелието от Лука.
Живописната украса на Ахпатското евангелие следва като цяло традициите на източнохристиянското изкуство на 13 век. Неговите типични черти са проявени при изобразяването на предметните и фигурните форми, запълването с орнаменти и при избора на пъстрата цветова гама.

## Миниатюри
Единствената сюжетна миниатюра от евангелския цикъл изобразява епизода „Вход Господен в Йерусалим“. Тя представя влизането на Христос в Йерусалим като битова сцена, където домакинът приема своя гост и кани в къщата си, а домакинята го поздравява от балкона. Постройките на картината са в стила на анийската архитектура, хората са облечени в арменски одежди. Христос влиза в града, седнал на магаре и съпроводен от двама мъже. Надписът гласи:„Христос с братята Саак и Аракел, получаващи евангелието“. Всички елементи на миниатюрата са в рамките на иконографската традиция, присъща на монофизитските ръкописи. 
Посочените в сюжетната миниатюра като поръчители на ръкописа братята Саак и Аракел са от княжеския род Закариди (Закарян) Техните портрети са на отделна миниатюра, наречена „Посвещение на ръкописа на Исус Христос от поръчалия го свещеник Саак и неговия брат Аракел“. На нея братята са изобразени в характерни за времето дрехи и шапки, със стомна и риба в ръцете.
Хораните с таблиците на Евсевий са с три колони и богато украсена правоъгълна заставка над тях. Над заставките, на страничните корнизи и отстрани до колоните са изрисувани птици, цветя, дървета със змии, свещи и лампади. За пръв път в композицията на някои от хораните са включени фигури на светски лица. Те са облечени в мирски одеяния от онова време и вероятно изобразяват жителите на Ани. Единият от тях е със стомна в дясната си ръка, другият е музикант със саз в ръце, седнал под дърво с нарове. Третият е рибар, който държи въдица с хванатата на нея риба. До него има надпис, който посочва името на персонажа: „Шераник, всеки път, когато идваш, носи риба!“.
Освен тях на полетата на хораните има изображения и на двама свещенослужители. Те са съпроводени с надписи, от които стават известни техните имена. Единият от тях е игуменът на манастира Бехенц, отец Ехпайрик. Другият е книговезецът на евангелието, отец Абрам от манастира Оромос. Интересното при тези портрети е, че те не са свързани с поръчителите на ръкописа, а са на хора от близкото обкръжение на художника Маркаре.